# Judita Pipan
Judita Pipan, slovenska redovnica, * 1. julij 1905, Tomaj, Avstro-Ogrska, † 4. november 1984, Žabnice, Italija.

## Življenje in delo
Že v rani mladost je zgubila starše, zato ji je postal samostan Šolskih sester v Tomaju drugi dom. Redovne zaobljube je opravila 15. avgusta 1924 v Mariboru. V Žabnice je prišla po koncu 2. svetovne vojne. Tu je bilo potrebno najprej obnoviti samostan, ker ga je nemška vojska med vojno zasegla in pregnala sestre iz njega. Judita Pipan je poleg obnove samostana vodila tudi žabniški cerkveni pevski zbor (1945–1962) in ga dvignila na visoko raven. Ob cerkvenem petju je zbor gojil tudi narodno pesem. Leta 1962 je bila izvoljena za provincialko šolskih sester v Trstu. To službo je opravljala sedem let, ko je bila izvoljena za vrhovno svetovalko reda Šolskih sester v Rimu. Tu ji podnebje ni ugajalo, zato se je po opravljenem mandatu vrnila v Žabnice, kjer je 15. avgusta 1984 obhajala biserni jubilej redovniškega življenja.